# Аль-Карайя (нохія)

Нохія Аль-Карайя на мапі мінтака Сальхад

Нохія Аль-Карайя (араб. ناحية القريا) — нохія  у Сирії, що входить до складу мінтаки Сальхад мухафази Ес-Сувейда. Адміністративний центр — місто Аль-Карайя.
До нохії належать такі поселення:
- Аль-Карайя → (Al-Qurayya);
- Аль-Афіна → (al-Afinah);
- Бард → (Burd);
- Німре → (Nimreh);
- Хут → (Hout).